# Acadiru Hun
Acadiru Hun (ehemals Talera Hun) ist ein osttimoresischer Suco im Verwaltungsamt Nain Feto (Gemeinde Dili) und ein Ortsteil der Landeshauptstadt Dili. Der Name „Acadiru Hun“ stammt aus der Landessprache Tetum und bedeutet „Stamm der Lontarpalme“.

## Geographie
Acadiru Hun liegt im Nordosten des Verwaltungsamts Nain Feto. Nördlich der Rua 30 de Agosto liegen der Suco Bidau Lecidere, westlich der Rua de Bé-Mori die Sucos Gricenfor und Santa Cruz und südlich der Avenida da Liberdade de Imprensa der Suco Bemori. Alle diese Sucos gehören ebenfalls zum Verwaltungsamt Nain Feto. Im Osten befinden sich jenseits des Flusses Mota Bidau die Sucos Bidau Santana und Culu Hun. Beide Sucos gehören zum Verwaltungsamt Cristo Rei. Außerdem gehört westlich der Rua de Bé-Mori der Straßenblock zu Acadiru Hun, der zwischen der Avenida 20 de Maio und der Tarvessa de Amizade liegt. Acadiru Hun hat eine Fläche von 0,37 km². Nun sind es 0,37 km².
Im Suco teilt sich in die drei Aldeias Bedic im Norden, Culuhun de Baixo (Kuluhun Kraik) im Süden und Nu'u Badac (Nubadak) im Zentrum. Im Südosten von Nu'u Badac liegt der Stadtteil Belebato.
Im Suco liegen die Kirche Bethel, die Grundschule Escola Primária nº 2 de Bidau, die Escola Tecnica Informatica (ETI), das Krankenhaus Clínica SCMM und eine Polizeistation.

## Einwohner
Im Suco leben 3.722 Einwohner (2015), davon sind 1.817 Männer und 1.905 Frauen. Die gesamte Bevölkerung des Sucos wohnt in einer als urban klassifizierten Umgebung. Im Suco gibt es 677 Haushalte. Über 92 % der Einwohner geben Tetum Prasa als ihre Muttersprache an. Minderheiten sprechen Mambai, Idaté, Galoli, Bunak, Fataluku, Baikeno, Tetum Terik oder Makasae.

## Geschichte

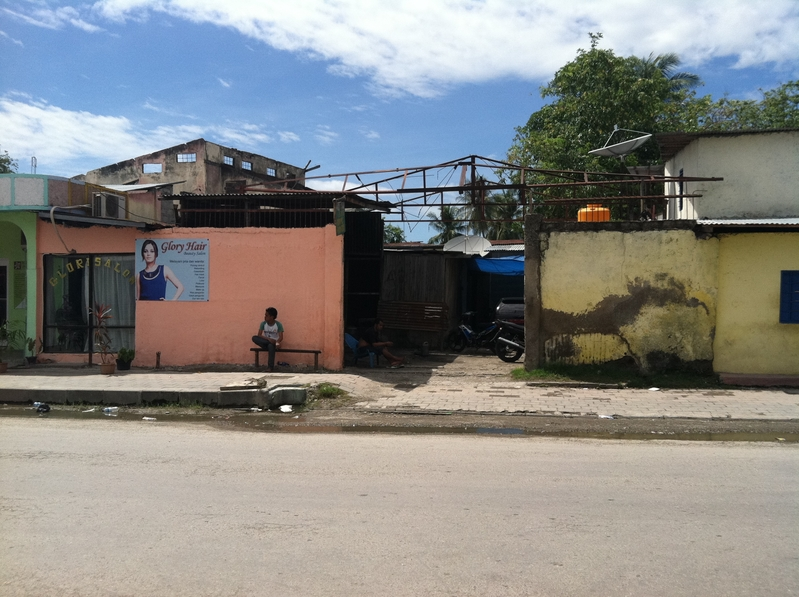
An der Nordwestecke von Acadiru Hun

Am 18. November 2018 erschoss ein betrunkener Polizeibeamte, der außer Dienst waren, in Culuhun de Baixo drei junge Männer auf einer Party. Die „Tragödie von Culuhun“ löste allgemeine Empörung aus, da Polizeibeamte nur im Dienst Waffen tragen dürfen. Der Todesschütze und drei weitere involvierte Beamte wurden verhaftet.

## Politik
Bei den Wahlen von 2004/2005 wurde Inocencio Salvador Fernandes zum Chefe de Suco gewählt. Bei den Wahlen 2009 gewann Juvinal da Conçeicão und wurde 2016 in seinem Amt bestätigt.

## Persönlichkeiten
- Gregório Saldanha (* 1962), Unabhängigkeitsaktivist, Politiker und Kommunalverwalter